# Park Narodowy Boondala
Park Narodowy Boondala (ang. Bundala National Park) – park narodowy w Sri Lance obejmujący ważny obszar zimowania ptactwa wodnego – szacowana liczba gatunków zimujących to 196. Park narodowy został utworzony w 1993 roku na terenie wcześniejszego rezerwatu założonego w 1969 roku. Park położony jest 245 km na południe od stolicy Sri Lanki Kolombo.
Niektóre gatunki ptaków zamieszkujących Park:
- flaming;
- drzewica indyjska;
- cyranka;
- kormoran skromny;
- czapla siwa